# Louchy-Montfand
Louchy-Montfand település Franciaországban, Allier megyében. Lakosainak száma 406 fő (2022. január 1.). Louchy-Montfand Bransat, Cesset, Montord, Saint-Pourçain-sur-Sioule és Saulcet községekkel határos.

## Népesség
A település népességének változása:
| Lakosok száma | 385  | 361  | 378  | 451  | 430  | 437  | 437  | 441  | 429  | 406  |
|               | 1968 | 1982 | 1990 | 2006 | 2013 | 2015 | 2017 | 2019 | 2020 | 2022 |